# Educació musical
L'educació musical comprèn tot el que envolta els processos d'ensenyament i aprenentatge pel que fa a l'àmbit de la música: el sistema educatiu, programes educatius, mètodes d'ensenyament, escoles de música, conservatoris, institucions responsables, mestres i pedagogs, etc. L'educació musical s'estructura en diverses àrees en funció de com s'organitzen els continguts del currículum educatiu; algunes d'aquestes àrees tracten més específicament el llenguatge musical, la tècnica instrumental, la història de la música, etc.
La incorporació de l'ensenyament de la música des dels primers nivells escolars fins als estudis més avançats en centres musicals específics o en les universitats, és un plantejament comú en tota la societat occidental.